# New Zealand Symphony Orchestra
La New Zealand Symphony Orchestra (NZSO) è l'orchestra sinfonica nazionale della Nuova Zelanda. È stata fondata nel 1946 come "Orchestra Nazionale" dal governo della Nuova Zelanda. L'orchestra dispone di 90 musicisti occupati a tempo pieno. La sede dell'orchestra è il Michael Fowler Centre ma sono eseguiti spesso spettacoli anche alla Wellington Town Hall a Wellington. Da allora l'orchestra ha girato tutto il paese e periodicamente svolto delle tournée all'estero; all'interno della stessa organizzazione, dal 1959, opera anche un'orchestra giovanile.